# Elisabeth Engler
Elisabeth „Else“ Engler (* 4. August 1875 in Celle; † 6. November 1959 in Karlsruhe) war eine deutsche Portraitmalerin.

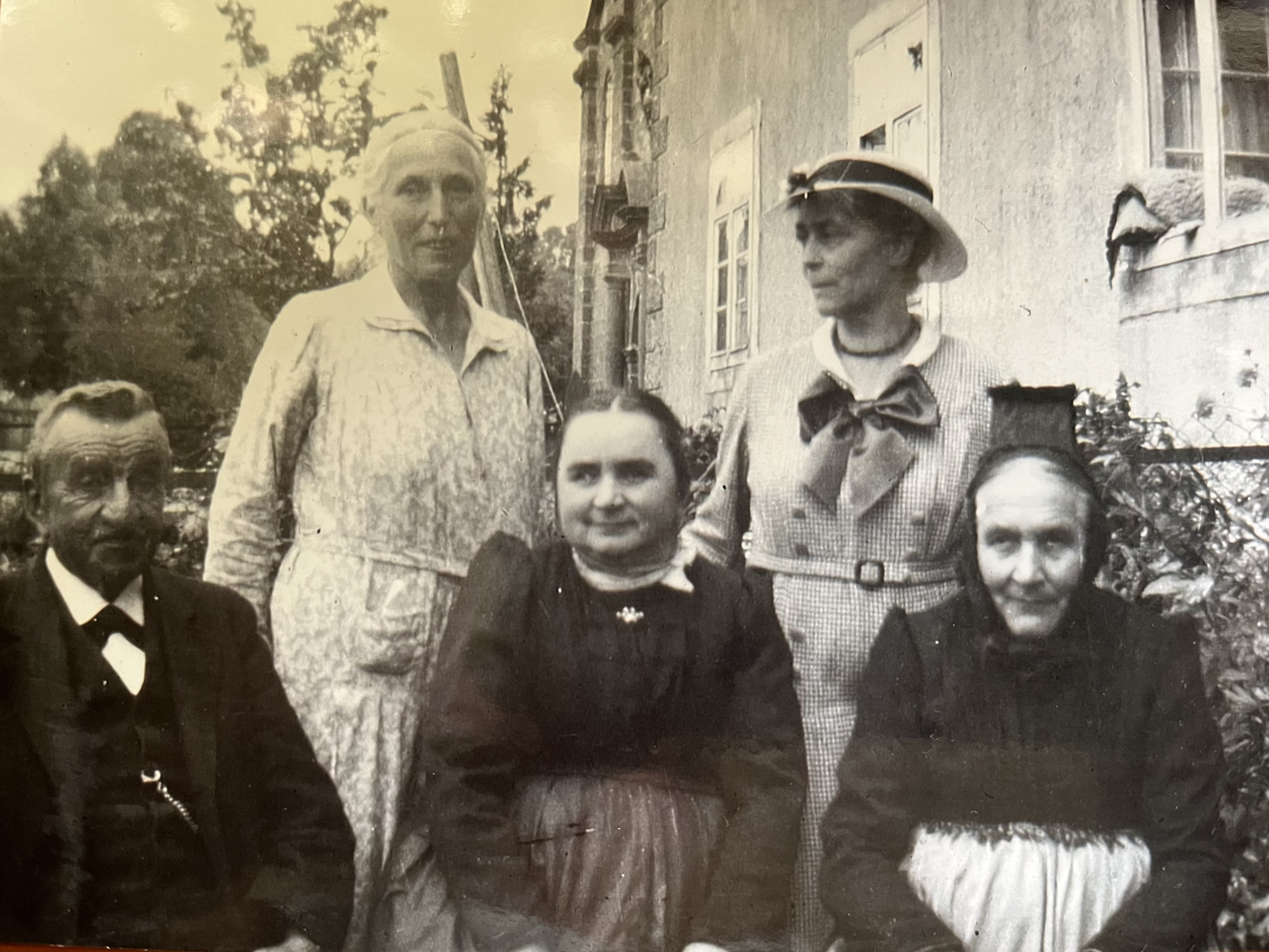
Gruppenbild in St. Märgen: Elisabeth Engler (2.v.l.), Helene Engler (2.v. r.)

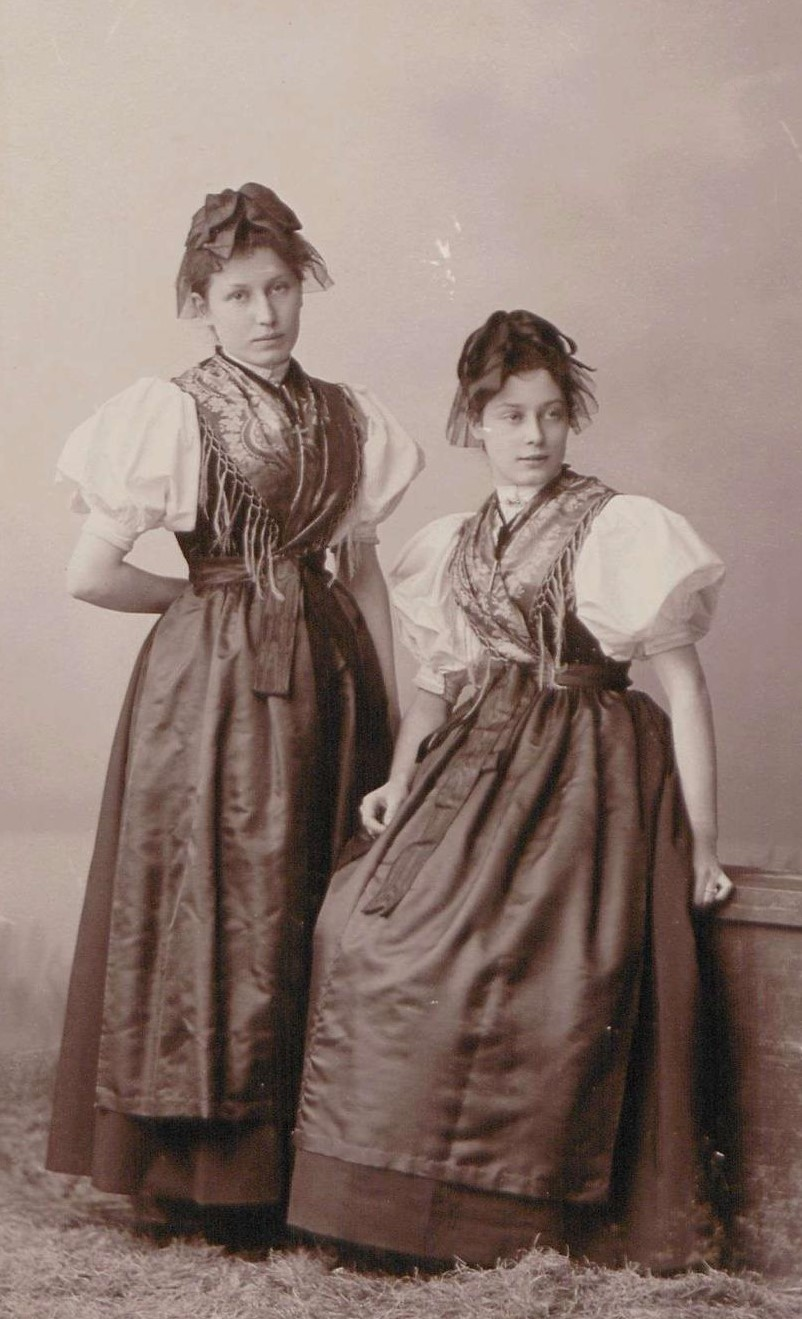
Elisabeth (links) und Helene (rechts) Engler in einer Schwarzwälder Tracht

## Leben

### Familie
Elisabeth (Else) Engler war die Tochter des in Emmendingen geborenen Oberst Rudolf Karl Friedrich Engler (1832–1897) und seiner Frau Martha Elisabeth Auguste, geborene Trautwein aus Breslau (1853–1920). Sie hatte eine angeborene Gehörlosigkeit.
Während der Stationierung des Vaters in Celle wurde am 5. Mai 1874 ihre ältere Schwester Helene Engler geboren, knapp ein Jahr später folgte die Geburt Elisabeths. Die dritte Tochter Maria (* 1878 in Bruchsal) überlebte das erste Lebensjahr nicht. Von 1883 bis mindestens 1918 lebte die Familie in Karlsruhe.
In der Zeit des I. Weltkriegs waren sowohl Elisabeth als auch Helene Engler als Hilfsschwestern in der Gefangenenfürsorge beim Roten Kreuz tätig.
Mit ihrer Schwester Helene wohnte Elisabeth zeitlebens in häuslicher Gemeinschaft. Ab 1906 besuchten die Schwestern regelmäßig St. Märgen; in den letzten Lebensjahren wurde es offizieller Zweitwohnsitz der Schwestern.

### Künstlerischer Werdegang
Im Jahr 1890 schrieb sich Elisabeth Engler in der Großherzoglichen Malerinnenschule Karlsruhe ein. Sie blieb bis 1898 ununterbrochen in Karlsruhe eingeschrieben und gehörte damit zu den 5 % der Schülerinnen, die mehr als vier Studienjahre absolvierten. Neben dem Unterricht in Karlsruhe führten sie Studienreisen nach Florenz und zu Maurice Denis nach Paris, den sie selbst neben Friedrich Fehr und Wilhelm Trübner als ihren einflussreichsten Lehrer angab. 1897 verbrachte sie einige Zeit in der Villa Fürbringer am Oberen Philosophenweg in Jena bei ihrer langjährigen Freundin Elisabeth Fürbringer, Tochter des Hausherrn und bekannten Ornithologen Max Fürbringer. In jener Zeit in der Villa Fürbringer entstand auch das Portrait des Biologen Ernst Haeckel, der mit Fürbringer in engem Austausch stand.
Im November 1896 war erstmals eines ihrer Portraits in der wechselnden Dauerausstellung des Badischen Kunstvereins Karlsruhe zu sehen. Im Januar 1898 kamen zwei weitere Portraits hinzu, ergänzt durch eine weitere Arbeit im Februar. Im gleichen Jahr wurde sie erstmalig im Feuilleton des Karlsruher Tageblatts erwähnt, in dem ihr „auf dem Gebiet des Portraits und der Landschaft eine hervorragende Begabung“ zuerkannt wurde. Auch andere Zeitungen wie der Schwäbische Merkur aus Stuttgart schrieben über die Künstlerin und ihre Arbeiten. Ab dem Jahr 1900 arbeitete Engler nach eigenem Bekunden als freischaffende Künstlerin und war Mitglied der Kunstgenossenschaft Karlsruhe.
Nach einer längeren Pause stellte der Kunstverein Karlsruhe 1902 erneut drei Werke von Engler aus, neben Portraits erstmals auch ein Landschaftsbild. Daraufhin folgten weitere Ausstellungen in Mannheim und Heidelberg.
Seit ihrer Jugendzeit bildete sich eine enge Bande zwischen Engler und ihrer Wahlheimat St. Märgen im Schwarzwald, dokumentiert durch Landschafts- aber insbesondere auch Porträtbilder. Die langjährige Freundschaft zum dortigen Studienrat und Maler Joseph Jäger prägte auch ihre künstlerische Entwicklung nachhaltig. Nach ihrem Tod wurde Jäger zum Alleinerben und Verwalter ihres Nachlasses ausgewählt.

## Werk
Als Porträtmalerin arbeitete Engler überwiegend mit Blei- oder Kohlestift, auch kolorierte Porträts in Pastell und Öl sind bekannt. Die meisten Werke befinden sich im Privatbesitz. Das Klostermuseum St. Märgen widmet ihr seit Mai 2021 eine Dauerausstellung.
Alle Bilder sind mit „Els Engler“ signiert.
Bekannte Werke sind:
- Porträt Ernst Haeckel, 1897
- Porträt Friedrich Hugo von Stumm, 1910
- Porträt Anna Bassermann-Grohe, um 1922[24]
- Porträt Elisabeth Freifrau v. Riedesel zu Eisenbach, geb. v. Harnier,[25] 1933
- Gustav Albert, Ratsschreiber St. Märgen, 1934
- SelbstPorträt, 1935
- Porträt Helene Engler, 1935
- Porträt Lambert Faller, 1943
- Porträt Theresia Heitzmann, 1944
- Porträt Joseph Siebold, 1952
- Porträt eines St. Märgener Bauern, 1954
- Porträt einer St. Märgenerin in Tracht, 1954
- Porträt Reichspräsident Paul von Hindenburg[26]
- Porträt Großherzogin Luise von Baden[26]
- Porträt Hermann Hesse[26]